# Drautal Straße

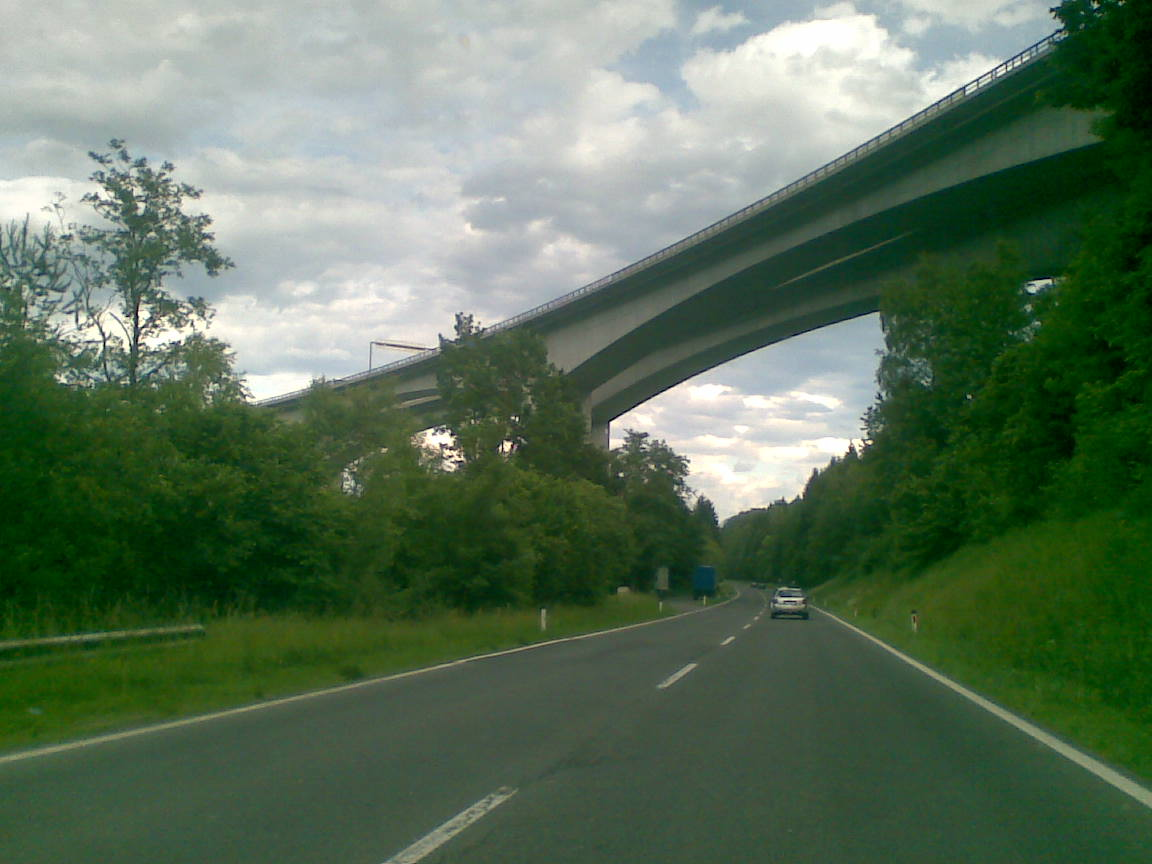
B 100 zwischen Villach und Weißenbach; Darüber verläuft über die Gummerner Brücke die Tauern Autobahn

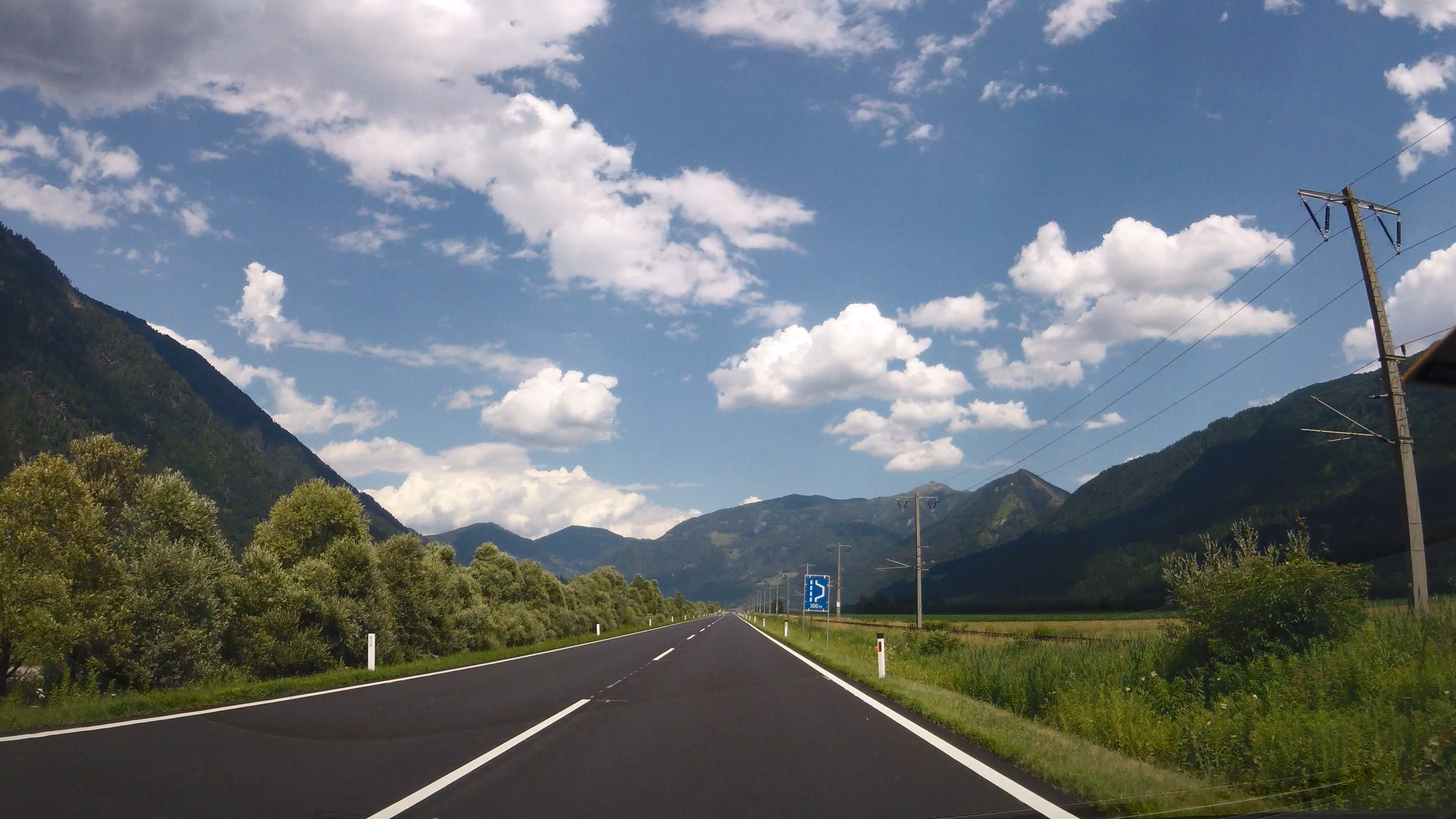
B 100 bei Steinfeld in Fahrtrichtung Villach

Die Drautal Straße (B 100) – in Tirol Drautalstraße – ist eine Landesstraße in Österreich mit einer Länge von 135,6 km.

## Verlauf
Die Drautalstraße führt von Villach entlang der Drau über Spittal und Lienz zur Staatsgrenze bei Sillian nach Italien, wo sie in die Pustertaler Staatsstraße übergeht. Im ersten Abschnitt verläuft die Straße im Unteren Drautal parallel zur Tauern Autobahn (A 10). Nach Spittal führt sie durch das Lurnfeld in das Obere Drautal. Der letzte Abschnitt von Lienz bis Sillian gehört zum Pustertal. Die Drautal Straße wird über die gesamte Strecke von der Drautalbahn begleitet.
In einer landschaftlich reizvollen Streckenführung führt die Drautal Straße stets entlang des Nordrandes der Gailtaler Alpen. Im Norden wechseln sich unter anderem (von Ost nach West) die Nockberge, die Reißeckgruppe und die Kreuzeckgruppe ab.

## Geschichte
Die Drautalstraße folgt vermutlich in großen Teilen einer Römerstraße (Via Julia Augusta), die von Littamum (Innichen) über Aguntum nach Teurnia (Spittal an der Drau) führte.
Die Drautalstraße verbindet Kärnten und Tirol. Deshalb wurde sie in Kärnten früher als Tiroler Straße bezeichnet, in Tirol wurde sie jedoch Pustertaler Straße genannt. In Kärnten bestanden fünf Mautstationen in Paternion, Spittal, Sachsenburg, Greifenburg und Oberdrauburg, die der Staatskasse 1847 rund 5.200 Gulden einbrachten.
Durch Unwetter wurde die Pustertaler Straße 1883 so stark zerstört, dass der Staat 278.000 Gulden für die Wiederherstellung dieser Straße ausgeben musste.
Die Pustertaler Straße (in Tirol) und die Tiroler Straße (in Kärnten) gehören zu den ehemaligen Reichsstraßen, die 1921 als Bundesstraßen übernommen wurden. Bis 1938 wurde dieser Straßenzug als B 63 bezeichnet, nach dem Anschluss Österreichs wurde dessen östlicher Streckenabschnitt zwischen Dölsach und Villach als Reichsstraße 336 bezeichnet, während sein westlicher Streckenabschnitt zwischen Dölsach und Sillian als Teil der Reichsstraße 21 geführt wurde.
Seit dem 1. April 1948 wird die Strecke zwischen Villach und der italienischen Staatsgrenze bei Sillian durchgehend als Drautal Straße bezeichnet. Nach der Fertigstellung des Straßentunnels bei Sachsenburg wurde die ehemalige Drautal Straße durch Sachsenburg im Jahre 1993 zur Landesstraße 14 abgestuft und in Sachsenburger Straße umbenannt.
Am 24. Februar 2010 verlegte eine Mure die Drautal Straße bei Leisach in Osttirol mit annähernd einer Million Kubikmeter Geröll. Während die Drautalbahn nach drei Tagen wieder befahrbar war, dauerte die Sperre der Drautal Straße länger, da vorerst vom Bundesheer eine Behelfsbrücke über die Drau hergestellt werden musste.
Umfahrung Greifenburg
Der Neubau der B 100 im Bereich der Gemeinden Greifenburg, Berg und Dellach gilt als Dauerthema, das die Politik seit mindestens 1992 beschäftigt. Konflikte um das Für und Wider verleiteten Umweltaktivisten dazu, mittels des kurzlebigen Piratensenders Radio Rübezahl gegen den Ausbau zu agitieren. Für Greifenburg und Dellach, wo der Durchzugsverkehr durch die Ortsmitte rollt, steht die Umfahrung im Vordergrund. In Berg, wo die B 100 bereits am Ort vorbeiführt, soll die bestehende Trasse ertüchtigt werden. Für die Umfahrung Greifenburg wurde im Jahr 2020 die Trassenführung fixiert, die auch durch das Natura2000-Naturschutzgebiet "Obere Drau" führen soll. Der Baubeginn ist noch offen.